# Virey-sous-Bar
Virey-sous-Bar település Franciaországban, Aube megyében. Lakosainak száma 591 fő (2022. január 1.). Virey-sous-Bar Bourguignons, Courtenot, Fouchères és Jully-sur-Sarce községekkel határos.

## Népesség
A település népessége az elmúlt években az alábbi módon változott:
| Lakosok száma | 575  | 570  | 658  | 662  | 629  | 628  | 621  | 605  | 600  | 591  |
|               | 1968 | 1982 | 1990 | 2006 | 2013 | 2015 | 2017 | 2019 | 2020 | 2022 |